# Gillboskolan

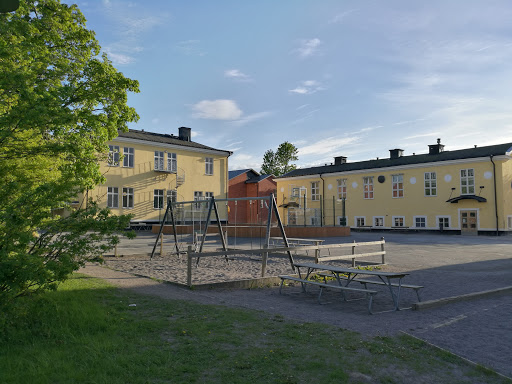
Gillboskolans skolgård, maj 2020.

Gillboskolan (Gillbo Skola) är en kommunal grundskola från årskurs 3 till 9 på Ebba Brahes väg 14 i Rotebro, Sollentuna kommun. Skolan utbildar idag drygt 400 elever och är en av Sollentunas största grundskolor. 
Gillboskolan invigdes år 1909 och bestod då av endast en byggnad: Östra huset. Idag består skolan av fem stycken olika byggnader: Norra huset, östra huset, zenit, södra huset och västra huset. 
På skolan finns det två arbetslag, åk 4-6 och åk 7-9. Varje arbetslag har ett eget hus med sina hemklassrum. Skolan har även ett servicelag som arbetar på både Gillboskolan och Gröndalsskolan. Gröndalsskolan är en kommunal grundskola från årskurs 0 till 2 belägen ca 500 m från Gillboskolan.

## Historia
Skolverksamheten i Sollentuna socken började år 1804. Detta efter att Klasroskolan öppnades. Det var en lång väg att gå för elever som bodde i Rotebro, nästan 4 km fågelvägen. 1871 infördes därför en ambulerande skola som lärarinnan flyttade mellan. Redan 1873 fastställdes skolan i Ytterby där Skolerådet hyrde en lokal. 1881 ersattes skolan i Ytterby mot kyrkskolan. När gillbos samhälle började bebyggas och öka i population blev kyrkskolan snabbt för liten. Lösningen på detta blev Gillbo skola (idag östra huset) som stod färdig 1909. I takt med den växande villabebyggelsen krävdes snart fler klassrum. 1923 uppfördes därför det norra huset. 1939 byggdes det långa hus som idag benämns Zenit.
1967 stod det västra huset klart. Ca 30 år senare byggdes ännu ett skolhus, det södra, och det västra huset byggdes till och fick fler klassrum. 

## Galleri

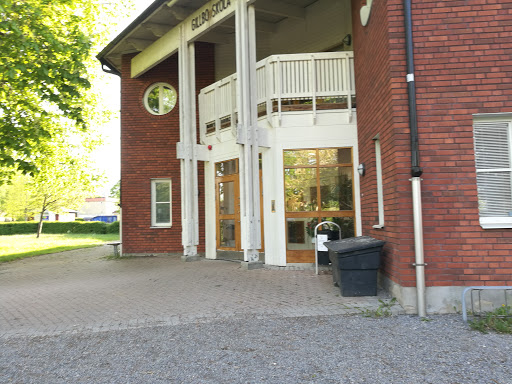
Entrén, södra huset
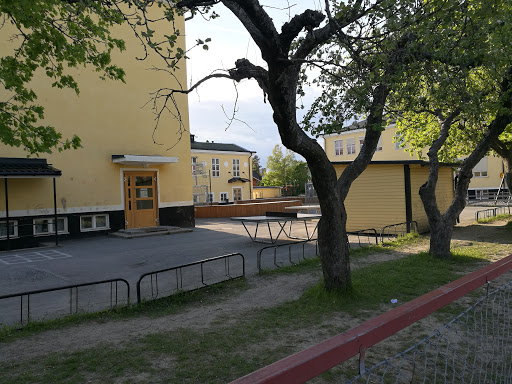
Skolgården, östra huset
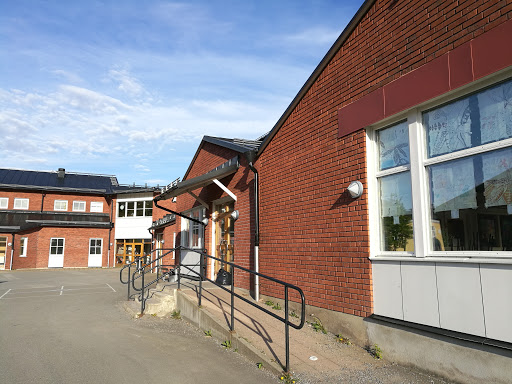
Matsalen, södra huset
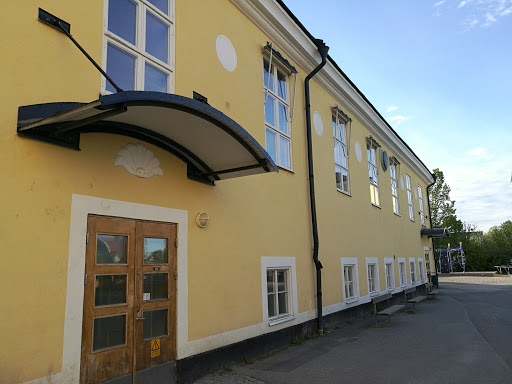
Zenit
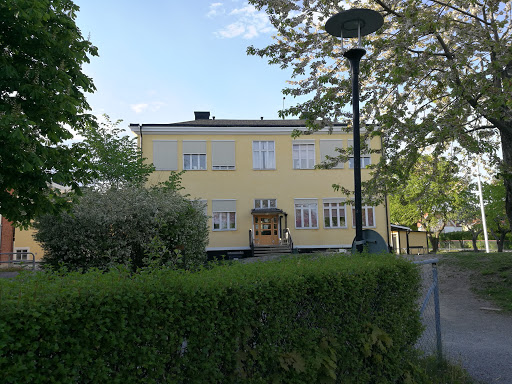
Östra huset